# Paula Giraldo Gallo
Paula Liliana Giraldo Gallo  es una física, investigadora y profesora colombiana. 
Trabaja como profesora asistente del Departamento de Física y líder del grupo de investigación de Materiales Cuánticos de la Universidad de los Andes en Bogotá, Colombia. Fue ganadora del premio L'Oréal-UNESCO a Mujeres en Ciencia en 2020.
Sus áreas de investigación incluyen la física de la materia condensada, la síntesis de monocristales, fermiología de materiales, criticalidad cuántica en materiales, materiales topológicos, materiales de Van der Waals, superconductividad y onda densidad de carga.

## Biografía
Giraldo se graduó como Física de la Universidad de los Andes en 2006. Tres años después, recibió el título de magíster en Física en la misma institución. En 2015 culminó el doctorado en Física en la Universidad Stanford. Su tesis doctoral se titula: "Phase separation in BaPb1-xBixO3 and Fermiology of hole-doped PbTe: Insights to understand superconductivity in valence-disproportionated systems". Ese mismo año comenzó su posdoctorado en el National High Magnetic Field Laboratory de la Universidad Estatal de Florida gracias a la beca Jack E. Crow. Actualmente es profesora asistente en el Departamento de Física y líder del grupo de investigación de Materiales Cuánticos de la Universidad de Los Andes.

## Premios y reconocimientos
En abril de 2015, obtuvo la beca postdoctoral Jack E. Crow en el National High Magnetic Field Laboratory.
En diciembre de 2018, fue galardonada con el reconocimiento L'Oreal UNESCO a Mujeres en la Ciencia en Colombia.
En marzo de 2019, recibió el Premio Lee Osheroff Richardson de Ciencias para las Américas (Lee-Osheroff-Richardson Science Award for the Americas).
En marzo de 2020, se destacó con el Premio L'Oreal UNESCO  a Mujeres en Ciencia.
Finalmente, en agosto de 2021, fue distinguida con el Premio Amigos de la Academia al Joven Científico Colombiano por la Academia Colombiana de Ciencias Exactas, Físicas y Naturales (Accefyn).